# دنیا کابایرو
دنیا کابایرو (اسپانیایی: Denia Caballero‎؛ زادهٔ ۱۳ ژانویهٔ ۱۹۹۰) یک پرتاب‌گر دیسک اهل کوبا است. وی به مدال برنز بازی‌های المپیک تابستانی ۲۰۱۶ رسید.